# Solzivec
Solzivec, uradno znan kot lakrimatorno sredstvo (izhaja iz latinske besede Lacrima, kar pomeni »solza«), je kemično orožje, ki povzroča solzenje oči, draženje kože in sluznice, bruhanje in celo slepoto. V očeh stimulira živce solzne žleze, katera sodeluje pri izločanju solza. V lakrimatorno skupino sredstev spadajo poprovo razpršilo (OC plin), CS plin, CR plin, plin CN (kloracetofenon), nonivamid, bromoaceton, xylyl bromid, syn-propanethial-S-oksid (sestavina čebule), in »Mace« (aerosolni razpršilec).
Lakrimatorna sredstva se običajno uporabljajo za obvladovanje nemirov. Njihova uporaba v vojskovanju je prepovedana z različnimi mednarodnimi pogodbami. Med prvo svetovno vojno, je bila uporabljena velika količina lakrimatornih sredstev.

## Učinki
Solzivec deluje tako, da draži sluznico v očeh, nosu, ustih in pljučih ter povzroči jok, kihanje, kašljanje, težko dihanje, bolečine v očeh in začasno slepoto. V kombinaciji z CS plinom, se simptomi draženja običajno pojavijo po 20-60 sekundah izpostavljenosti  in običajno minejo v 30 minutah po odhodu (ali pa odstranitvi)  iz območja. V kombinaciji s poprovim razpršilom (imenovan tudi »oleoresin capsicum«, kapsaicin ali OC plin), je pojav simptomov, vključno z izgubo koordinacije telesa skoraj takojšen. Po podatkih Nacionalnega raziskovalnega sveta za toksiologijo obstajajo različne variacije intolarance na solzivec.
Lakrimatorna sredstva delujejo tako, da napadajo sulfhidrilne funkcionalne skupine encimov. Ena izmed najbolj verjetnih ciljev beljakovinskih je TRPA1 ionski kanal, ki je izražen v senzoričnih živcih (trigeminalnega živca) v očeh, nosu, ustih in pljučih.
Kalifornijski sistem za kontrolo strupov je analiziral 3.671 poročil o poškodbah s poprovim razpršilom med letoma 2002 in 2011. Na podlagi zdravstvene analize so bili hudi simptomi odkriti pri 6,8% ljudi, pri čemer so bile najbolj številne poškodbe oči (54%), dihal (32 %) in kože (18%). Do najhujših poškodb je prišlo pri usposabljanju organov kazenskega pregona, pri namerni onesposobitvi množic, in pri kazenskem pregonu (bodisi posameznikov ali pri obvladovanju množic).

## Tveganja
Kot pri vseh nesmrtonosnih, ali manj smrtonosnih orožjih, tudi pri uporabi solzivca obstaja nevarnost nastanka hudih trajnih poškodb ali celo smrti. To vključuje tveganja pred udarci kartuš od solzivca, kot so podplutbe, izguba vida, poškodba lobanje in celo smrt. O številnih hujših žilnih poškodbah poročajo tudi iz Irana, vključno z visoko stopnjo povezanosti s poškodbami živca (44%) in amputacij (17%), kot tudi primeri poškodb glave pri mladih.
Tipične zdravstvene posledice plinov so običajno omejene na manjša vnetja kože, zapozneli zapleti so mogoči tudi: pri ljudeh s prej obstoječimi dihalnimi pogoji, kot so astma, ki so še posebej ogroženi, in ki bodo verjetno potrebovali zdravniško pomoč , in lahko včasih zahtevajo hospitalizacijo ali celo podporo pri dihanju. Izpostavljenost CS plinu pa lahko povzroči razjede  ali alergijski kontaktni dermatitis. Ko pa so ljudje neposredno izpostavljeni od blizu ali pa so hudo izpostavljeni, pa poškodba oči lahko vključuje nastanek brazgotine na roženici, ki pa povzroči trajno izgubo vida.

## Zdravljenje
Ni specifičnega protiukrepa proti skupini solznih plinov. Prvi ukrep je umaknitev na svež zrak  Odstranitev kontaminiranih oblačil in preprečitev souporabe okuženih brisač pa pripomore k zmanjšanju kožne reakcije. Priporočljiva je takojšnja odstranitev kontaktnih leč.
Ko je oseba izpostavljena, obstajajo različne metode za odstranitev, kolikor je kemično mogoče in lajšanje simptomov. Standardna prva pomoč za bolečino v očesu je namakanje (brizganje ali splakovanje ven) z vodo. Vendar pa obstajajo poročila, da lahko voda poveča bolečino od CS plina. Nekateri dokazi kažejo, da izdelek »DIPHOTERINE® solution  - prva pomoč pred kemičnim vbrizgom«, lahko pomaga pri očesnih opeklinah ali pri vnosu kemikalij v oko.
Aktivisti iz Združenih državah Amerike, Češke, Venezuele in Turčije so poročali o uporabi nevtralizatorskega sredstva kot je »Maalox« razredčenega z vodo proti napadom s plinom. There have also been reports of these antacids being helpful for tear gas, Tako obstajajo poročila o uporabi teh nevtralizatorskih sredstev proti solzivcu, in s kapsaicinon povzročene bolečine na koži. Prav tako obstajajo poročila o uporabi rastlinskega olja in kisa kot pomoč za lajšanje bolečin povzročenih s poprovim razpršilom.